# Gornji Ljubeš
Gornji Ljubeš (en serbe cyrillique : Горњи Љубеш) est un village de Serbie situé dans la municipalité d'Aleksinac, district de Nišava. Au recensement de 2011, il comptait 170 habitants.

## Démographie
| 1948 | 1953 | 1961 | 1971 | 1981 | 1991 | 2002 | 2011 |
| ---- | ---- | ---- | ---- | ---- | ---- | ---- | ---- |
| 352  | 344  | 343  | 316  | 267  | 259  | 240  | 170  |

|  |